# Yakuza 3
Yakuza 3 (яп. 龍が如く3 Рю: га Готоку 3, «Подобный дракону 3») — компьютерная игра, разработанная и изданная компанией Sega. Часть серии Yakuza. Изначально игра была выпущена для игровой приставки PlayStation 3 в 2009 году и в последующем переиздана для платформ PlayStation 4, Xbox One и Windows.

## Сюжет

История игры разворачивается вокруг детского дома «Солнечный свет» на острове Окинава.

Кадзума Кирю работает в детском доме «Солнечный свет» на острове Окинава, архипелаг Рюкю вместе с его приёмной дочерью Харукой Савамурой.
Детский дом находится на земле, которая принадлежит Сигэру Накахаре, боссу местного клана якудза, известного как Клан Рюдо. Накахара находится под давлением правительства страны, чтобы продать землю, которую планируют сделать морским курортом. Но когда на шестого председателя клана Тодзё, Дайго Додзиму, было совершено покушение, Кирю вновь попадает в серию сложных ситуаций и ему опять нужно бороться за защиту чести и достоинства.

## Игровой процесс
В отличие от других игр серии Yakuza, действие игры происходит на острове Окинава, архипелаг Рюкю, и на Камуротё.

### Нововведения
Появились трофеи на PlayStation Network (50 в японской версии, 45 — в европейской и североамериканской версиях), появилось четыре новых видов геймплея:
- Seamless Battle (яп. シームレスバトル Симурэсу батору, «Бесшовные битвы») — потоковое мультимедиа, с помощью которой без загрузок можно поменять режим боя на приключение или наоборот.
- Chase Battle (яп. チェイスバトル Чэйсу батору, «Битва преследования») — новый режим боя, заменяющий регулярные драки.
- Revelation (яп. 天啓 Тэнкэй, «Откровение») — используя камеру мобильного телефона Кадзума Кирю может узнать новые приёмы. Похожий вид геймплея появлялся в спин-оффе серии Yakuza Ryū ga Gotoku Kenzan!.
- Вид от первого лица (англ. First Person View): при нажатии кнопки «R3» (то есть аналоговым стиком), переключается вид от третьего лица к первому. Это позволяет лучше наблюдать за улицами и людьми, но, глядя на некоторых людей используя вид от первого лица, можно спровоцировать их на бой.

### Приключенческий режим
В основном это под-сценарии, которые являются миссиями. Доступны более 20 мини-игр: восточный массаж, маджонг, история Японии (все три присутствовали только в японской версии), дартс, бильярд, боулинг и т. д. С помощью дополнительного контента может присутствовать мультиплеер.

### Режим Событий
В данном режиме показывают сюжет в двенадцати главах, вместе с прологом. Как и в предыдущих играх, каждая глава является катсценой, которая позже становится доступной в галерее.

### Режим Битвы
В Камуротё есть «Подземный Колизей» (яп. 闘技場 Тогидзё) (он также доступен и в других играх серии Yakuza). Здесь проводятся смешанные боевые искусства в клетке. Режим напоминает на игры Virtua Fighter 5 и SpikeOut, в разработке которых принимал участие Тосихиро Нагоси. Всего 50 бойцов и 11 турниров.
Есть также и «Финальные соревнования» (яп. 究極闘技 Кёкёку Тоги) (англ. Final Competition). В ней всего 35 миссий. Если все 35 миссий выполнены на ранг «S», игрок получаешь талисман «Божья борьба».
Через дополнительный контент можно открыть «Exclusive modes» (яп. 専用モード Сэнё модо, «Эксклюзивные режимы»). Всего 10 миссий, каждую надо выполнить за 3 минуты. В «Битве выживания» (англ. Survival Battle) нужно победить главного босса — Ёситаку Минэ, а в «All Star Tag Tournament» (рус. Все турниры звёзд) Кадзума Кирю вместе с Горой Мадзимой должны участвовать в боях против 7 команд из боссов и персонажей.

## Озвучивание
| Персонаж         | Сэйю                  |
| ---------------- | --------------------- |
| Кадзума Кирю     | Такая Курода          |
| Харука Савамура  | Риэ Кугимия           |
| Горо Мадзима     | Хидэнари Угаки        |
| Дайго Додзима    | Сатоси Токусигэ       |
| Рикия Симабукуро | Тацуя Фудзивара       |
| Сюя Нанахара     | Киндзи Фукасаку       |
| Ёситака Минэ     | Накамуро Сидо-младший |
| Дзёдзи Казама    | Тэцуя Ватари          |
| Сигэру Накахара  | Сигэру Идзумия        |
| Рюдзо Тамия      | Акио Оцука            |
| Микио Арагаки    | Дайсукэ Миякава       |
| Цуёси Канда      | Хироюки Миясако       |

## Выпуск

PlayStation 3 белого цвета с драконом. Продавалась только на японском рынке.

Японская версия продавалась с монографией «Kamutai Magazine». Компания Sony выпустила бандл, в комплекте которой была игра Yakuza 3 и PlayStation 3 белого цвета с изображением дракона.
Европейская и американская версии вышли на год позже японской из-за низких продаж первых двух игр серии Yakuza за пределами Японии. В европейской и американской версиях были заменены субтитры, из 50 трофеев осталось 45, был убран 21 квест.
За пределами Японии продавался Yakuza 3 Premium Edition в котором были: 3 видеодневника разработчиков, 3 дополнительных контента, саундтрек, 4 трейлера и фамильное древо Якудзы в цифровой версии.
На мероприятии The Game Awards 2020 было объявлено, что обновленная версия Yakuza 3, а также Yakuza 4 и Yakuza 5 будут выпущены одновременно на Xbox One и персональных компьютерах под управлением Windows 28 января 2021 года. Игры можно будет приобрести как в составе сборника Yakuza Remastered Collection, так и по отдельности.

## Дополнительный контент

### Япония
С 5 марта 2009 года в течение 8 недель можно было бесплатно скачать восемь дополнений. Дополнения содержат: новые костюмы для Кадзумы Кирю, Харуки Савамуры и для Рикии Симабукуры, поддержку мультиплеера в мини-играх, игры на тему «вопрос — ответ», игру «Желание Харуки» и режим «Ex-Hard».
Четыре эксклюзивных режима «Премиум Приключения» появляются в дополнении:
- Survival Battle (рус. Битва на выживание)
- Survival Onigokko (яп. サバイバル鬼ごっこ Саибайбару Онигокко, «Выживание через салочки»)
- All Star Tournament (рус. Все звёзды турнира)
- All Star Tag Tournament (рус. Все звёзды турнира. Заключительная часть.)

### Европа и Северная Америка
В день релиза игры в Европе и Северной Америки были доступны четыре дополнения:
- Борьба за выживание — все боссы игры против Кадзумы (известная как «Survival Battle» в японской версии).
- All-Star Tournament. Всего 7 видов турниров.
- All Star Tag Tournament. Всего 8 турниров.
- Желание Харуки — серия миссий для Кадзумы Кирю, в которой надо играть в мини-игры и развлекать Харуку.

Интернет-магазин GameStop подарил всем игрокам эксклюзивное дополнение к игре тем, кто оформил предзаказ на Yakuza 3. Дополнение включает три мини-игры: пул, дартс и боулинг, в также одежду для Кадзумы Кирю, Харуки и для Рикии Симабукуры.

## Саундтрек
Ryū ga Gotoku 3 Original Soundtrack (яп. 『龍が如く３』オリジナルサウンドトラック Рю: га Готоку 3 Оридзинару Саундоторакку) был выпущен лейбом Wave Master 26 февраля 2009 года и продавался вместе с игрой. Музыка была написана Хидэнори Сёдзи, Хидэки Сакамото, Кэнтаро Коямой, Такахиро Каем, Ёсиро Цуро, Хироёси Като и группой «Love Sound System». Саундтрек состоит из 31 композиции. 2 песни из них исполнили сэйю Такая Курода (Кадзума Кирю) и Риэ Кугимия (Харука Савамура). Эти песни звучат как караоке в одной из мини-игр.
| №   | Название                                                                               | Музыка            | Длительность |
| --- | -------------------------------------------------------------------------------------- | ----------------- | ------------ |
| 1.  | «Fly»                                                                                  | Хидэнори Сёдзи    | 5:15         |
| 2.  | «Howl Of The Dragon God»                                                               | Хидэнори Сёдзи    | 1:19         |
| 3.  | «Entrance To The Chaos»                                                                | Кэнтаро Кояма     | 2:53         |
| 4.  | «Urgency»                                                                              | Такахиро Кай      | 2:17         |
| 5.  | «Dead Run»                                                                             | Хидэнори Сёдзи    | 2:25         |
| 6.  | «Bruise»                                                                               | Хидэнори Сёдзи    | 1:41         |
| 7.  | «Ryu-Kyu Humming»                                                                      | Хидэнори Сёдзи    | 1:53         |
| 8.  | «Crush & Strike»                                                                       | Хидэнори Сёдзи    | 2:18         |
| 9.  | «D 2 A feat. Chihiro Aoki»                                                             | Хидэнори Сёдзи    | 2:59         |
| 10. | «TAKUMI 2009»                                                                          | Хидэнори Сёдзи    | 1:49         |
| 11. | «Encounter The Dragoon»                                                                | Хидэнори Сёдзи    | 2:16         |
| 12. | «Test Your Imagination»                                                                | Хироёси Като      | 2:45         |
| 13. | «Skirmish»                                                                             | Хидэнори Сёдзи    | 1:54         |
| 14. | «Underground Dazzling Star»                                                            | Хидэнори Сёдзи    | 2:08         |
| 15. | «Another Demiworld»                                                                    | Хироёси Като      | 2:25         |
| 16. | «End Point»                                                                            | Хидэнори Сёдзи    | 2:03         |
| 17. | «Hear this in the game»                                                                | Хироёси Като      | 2:43         |
| 18. | «Pure Malice»                                                                          | Хидэнори Сёдзи    | 2:04         |
| 19. | «Independence For Violence feat. Mitsuharu Fukuyama»                                   | Хидэнори Сёдзи    | 2:54         |
| 20. | «Illtreatment»                                                                         | Хидэнори Сёдзи    | 2:24         |
| 21. | «Clay Doll On The Cradle»                                                              | Хидэнори Сёдзи    | 3:42         |
| 22. | «More Huge»                                                                            | Хидэнори Сёдзи    | 2:06         |
| 23. | «FM-Sound's Storm»                                                                     | Хидэнори Сёдзи    | 2:26         |
| 24. | «Receive And Stab You»                                                                 | Хидэнори Сёдзи    | 2:16         |
| 25. | «Ogre Has Returned»                                                                    | Хидэнори Сёдзи    | 2:31         |
| 26. | «Lyricism Without Tears»                                                               | Хидэнори Сёдзи    | 4:24         |
| 27. | «The Dragon God's Gospel»                                                              | Хироёси Като      | 1:42         |
| 28. | «Let's Produce a No. 1 Hostess by Love Sound System feat. Minako Obata (a.k.a. Mooki)» | Love Sound System | 2:21         |
| 29. | «Fish On!!»                                                                            | Ёсио Цуру         | 1:16         |
| 30. | «Beautiful Seasons in Kamuro ~Kiryu Nesshou Version~ feat. Takaya Kuroda»              | Хидэки Сакамото   | 1:37         |
| 31. | «Someday I Can Change Myself feat. Rie Kugimiya»                                       | Хидэки Сакамото   | 2:05         |

## Оценки и мнения
| Сводный рейтинг                    | Сводный рейтинг |
| Агрегатор                          | Оценка          |
| ---------------------------------- | --------------- |
| GameRankings                       | 79,92 %         |
| Metacritic                         | 80/100          |
| MobyRank                           | 82/100          |
| Иноязычные издания                 |                 |
| Издание                            | Оценка          |
| 1UP.com                            | A-              |
| Eurogamer                          | 8/10            |
| Famitsu                            | 38/40           |
| G4                                 | 4/5             |
| GamePro                            | [ 16 ]          |
| GameRevolution                     | A-              |
| GameSpot                           | 8/10            |
| GamesRadar+                        | 8/10            |
| GameTrailers                       | 8/10            |
| IGN                                | 8,5/10          |
| VideoGamer                         | 9/10            |
| GamesMaster                        | 90 %            |
| PlayStation Official Magazine (UK) | 9/10            |
| PALGN                              | 8/10            |
| Русскоязычные издания              |                 |
| Издание                            | Оценка          |
| «Страна игр»                       | 8,5/10          |

Yakuza 3 получила высокие оценки от критиков. Критикам понравился драматический сюжет, проработанная до мелочей графика, большое количество мини-историй и мини-игр. 1UP.com назвали игру «фантастической». Game Revolution отметил, что в настоящее время большинство японских игр заимствуют многие элементы с запада, но Yakuza 3 «отказывается сдвинуться с места».
Японский журнал Famitsu поставил оценку игре в 38 баллов из 40 возможных.
Российский журнал «Страна игр» оценил Yakuza 3 в 8,5 баллов из 10 возможных. В своём обзоре они заявили, что «новое творение Amusement Vision почти наверняка придётся по вкусу», однако из-за того, что журнал приобрёл японскую версию игры, то критик из минусов отметил «засилие иероглифов и слабую надежду на появление англоязычной версии».
Игра получила награду «за выдающиеся достижения» на «Japan Game Awards» в 2009 году. Игра также получила на SCEJ’s PlayStation Award 2009 золотой приз за более чем 500 000 проданных копий игры в Японии. Yakuza 3 была также хорошо оценена критиками на Западе: UK’s Official Playstation Magazine поставили игре 9 баллов из 10, снизив оценку из-за удалённых 23 мини-игр в европейской и американской версиях.

### Продажи
Тосихиро Нагоси в своём блоге сообщил, что за первую неделю было продано более 300 тысяч копий в Японии. Сколько было продано копий игр в Европе и Северной Америке — неизвестно, но представители Sega сообщают, что довольна продажами.